# Mycomya occultans
Mycomya occultans är en tvåvingeart som först beskrevs av Johannes Winnertz 1863.  Mycomya occultans ingår i släktet Mycomya och familjen svampmyggor. Det är osäkert om arten förekommer i Sverige. Inga underarter finns listade i Catalogue of Life.